# Faschingszauber
Faschingszauber ist eine deutsche Stummfilmkomödie aus dem Jahre 1926. Unter der Regie von Rudolf Walther-Fein spielen Harry Liedtke, Grete Mosheim und Grit Haid die Hauptrollen. 

## Handlung
Nikolaus Hart ist ein charmanter Herzensbrecher und Weltenbummler, dem die Frauenherzen zufliegen. Eine Dame ist jedoch äußerst schlecht auf ihn zusprechen. Es handelt sich um Venda Patrick. Die sehr wohlhabende junge Dame nimmt ihm zutiefst übel, dass er einst auf einem Akademieball verhinderte, dass sie den Siegerpreis in einem Schönheitswettbewerb einsackte. Im Folgejahr war Nikolaus auf Auslandsreise und ist jetzt, zur Faschingszeit, wieder in die Heimat zurückgekehrt. Während der Zugfahrt nach Deutschland lernt er die ebenso arme wie sympathische Edith Vallon kennen, in die er sich sofort verliebt. Beide verabreden sich zu einem Rendezvous. In der Zwischenzeit hat sich Nikolaus’ Vater aufgrund überbordender Verschuldung das eigene Leben genommen, und Venda Patrick kaufte kurzerhand in Nikolaus’ Abwesenheit das väterliche Palais.
Nikolaus Hart ist außer sich, als er von den schrecklichen Neuigkeiten erfährt, und es kommt zu einer harten Konfrontation mit Venda. Die ganzen Entwicklungen, die, so glaubt Edith, nunmehr ihre Zukunft und ihr gemeinsames Glück mit Nikolaus in Frage stellen, sind zu viel für die junge Frau, und sie erkrankt derart schwer, dass der sie behandelnde Arzt sie bald aufgibt. Venda, die Nikolaus vor allen Menschen demütigen will, erzwingt dessen Teilnahme am anstehenden Opernball, zu dem sich aber überraschenderweise auch Edith an der Seite ihres Liebsten hinschleppt. Sie sammelt bei diesem Faschingszauber noch einmal sämtliche Kraft zusammen und zeigt, dass die Liebe alle Hindernisse überwinden kann. Beide blicken in eine schöne, gemeinsame Zukunft.

## Produktionsnotizen
Faschingszauber entstand im Oktober/November 1926 im Film-Atelier von Staaken bei Berlin. Der Film passierte am 13. Januar 1927 die Zensur und wurde am 1. Februar desselben Jahres im Berliner Primus-Palast uraufgeführt. Der für die Jugend freigegebene Film besaß acht Akte, verteilt auf 2677 Metern Länge.
Rudolf Dworsky hatte auch die künstlerische Oberleitung, Hans Minzloff und Jacques Rotmil gestalteten die Filmbauten, Franz Meschkan war Ausstatter.